# Anastatus bombax
Anastatus bombax är en stekelart som beskrevs av Girault 1915. Anastatus bombax ingår i släktet Anastatus och familjen hoppglanssteklar. Inga underarter finns listade i Catalogue of Life.